# Marcin Weiner
Marcin Piotr Weiner (ur. 7 listopada 1976 w Koszalinie) – polski lekarz weterynarii, profesor doktor habilitowany nauk weterynaryjnych, mikrobiolog i epizootiolog, doktor honoris causa Uniwersytetu Medycznego w Tarnopolu w Ukrainie (2022 r.). Absolwent I liceum Ogólnokształcącego im. Stanisława Dubois w Koszalinie (1996 r.) i Wydziału Medycyny Weterynaryjnej Uniwersytetu Warmińsko-Mazurskiego w Olsztynie (2001 r.). 
Stopień doktora nauk weterynaryjnych otrzymał w 2006 r. na podstawie rozprawy doktorskiej pt. "Opracowanie molekularnej metody wykrywania Shigatoksycznych Escherichia coli w surowym mięsie wołowym" w Państwowym Instytucie Weterynaryjnym w Puławach.
Stopień doktora habilitowanego nauk weterynaryjnych otrzymał w tymże Instytucie na podstawie rozprawy habilitacyjnej "Molekularna identyfikacja i charakterystyka drobnoustrojów wywołujących reakcje krzyżowe w serologicznej diagnostyce brucelozy (2013 r.). W tym samym roku uzyskał tytuł specjalisty w dziedzinie Epizootiologii i Administracji Weterynaryjnej". 
W roku 2021 Postanowieniem Prezydenta Rzeczypospolitej Polskiej uzyskał tytuł profesora nauk rolniczych w dyscyplinie weterynaria.
Zainteresowania naukowo-badawcze koncentrują się w obszarze zdrowia publicznego, higieny, bezpieczeństwa i toksykologii żywności, przede wszystkim pochodzenia zwierzęcego, chorób zakaźnych ludzi i zwierząt, chorób tropikalnych oraz nowoczesnych metod stosowanych w diagnostyce mikrobiologicznej jak również rozwoju kompetencji laboratoriów badawczych.
Prace badawcze i będące ich efektem publikacje naukowe można sklasyfikować w następujących nurtach tematycznych: 
- badania nad shigatoksycznymi szczepami Escherichia coli (STEC) występującymi w żywności pochodzenia zwierzęcego i metodami identyfikacji tej grupy drobnoustrojów;
- badania dotyczące alternatywnych, w odniesieniu do odczynów serologicznych, metod identyfikacji pałeczek Brucella (PCR, FPA, VNTR); badania nad występowaniem i identyfikacją drobnoustrojów wywołujących reakcje krzyżowe w serologicznej diagnostyce brucelozy;
- badania dotyczące występowania „patogenów alarmowych” oraz monitoring zjawiska narastania oporności na antybiotyki wybranych szczepów bakteryjnych;
- badania dotyczące sytuacji epidemiologicznej zakażeń prątkami kwasoopornymi, w tym Mycobacterium bovis i Mycobacterium avium;
- ryzyka narażenia na choroby odkleszczowe wybranych grup zawodowych;
- zapewnienie dobrostanu oraz bioasekuracji w produkcji zwierzęcej[5][6].

W latach 2002-2024 zatrudniony w Zakładzie Mikrobiologii oraz Zakładzie Higieny Żywności Pochodzenia Zwierzęcego Państwowego Instytutu Weterynaryjnego w Puławach, gdzie współkierował Krajowym Laboratorium Referencyjnym ds. brucelozy.
Od 2014 r. zatrudniony na stanowisku profesora w Akademii Bialskiej im. Jana Pawła II w Białej Podlaskiej, w latach 2016-2020 pełnił funkcję Dziekana Wydziału Nauk o Zdrowiu. Obecnie pełni funkcję Redaktora Naczelnego czasopisma Health Problems of Civilization oraz funkcję Przewodniczącego Oddziału Bialskiego Polskiego Towarzystwa Higienicznego - Członka Zarządu Głównego.
Działalność ekspercka obejmuje pełnienie funkcji biegłego Sądu Okręgowego w Lublinie (weterynaria i mikrobiologia),eksperta Narodowej Agencji Wymiany Akademickiej, Narodowego Centrum Badań i Rozwoju, Fundacji Nauki Polskiej, Polskiej Agencji Rozwoju Przedsiębiorczości, Agencji Restrukturyzacji i Modernizacji Rolnictwa, Sieci Badawczej Łukasiewicz oraz Sieci MEDVET-Net (do 2024 r.), członek zespołu doradczego Ministra Nauki i Szkolnictwa Wyższego.
Ważniejsze nagrody i odznaczenia: Wydziału Nauk Rolniczych i Leśnych PAN (2005 r.), Ministra Rolnictwa i Rozwoju Wsi za osiągnięcia w zakresie wdrażania postępu w rolnictwie, rozwoju wsi, rynkach rolnych i rybołówstwie (2022 r.), Medal Komisji Edukacji Narodowej (2021 r.), brązowy medal Sapientia et Veritas (2023 r.)